# Australian Open 1990
L'Australian Open 1990 è stata la 78ª edizione dell'Australian Open e prima prova stagionale dello Slam per il 1990. Si è disputato dal 15 al 28 gennaio 1990 sui campi in cemento del Melbourne Park di Melbourne in Australia.

## Risultati

### Singolare maschile
Ivan Lendl ha battuto in finale  Stefan Edberg 4–6, 7–6(3), 5–2, ritirato (Edberg si è ritirato per dei dolori addominali)

### Singolare femminile
Steffi Graf ha battuto in finale  Mary Joe Fernández con il punteggio di 6–3, 6–4

### Doppio maschile
Pieter Aldrich /  Danie Visser hanno battuto in finale  Grant Connell /  Glenn Michibata con il punteggio di 6–4, 4–6, 6–1, 6–4

### Doppio femminile
Jana Novotná /  Helena Suková hanno battuto in finale  Patty Fendick /  Mary Joe Fernández per 7–6(5), 7–6(6).

### Doppio misto
Nataša Zvereva /  Jim Pugh hanno battuto in finale  Zina Garrison /  Rick Leach con il punteggio di 4–6, 6–2, 6–3

## Junior

### Singolare ragazzi
Dirk Dier ha battuto in finale  Leander Paes con il punteggio di 6–4, 7–6

### Singolare ragazze
Magdalena Maleeva ha battuto in finale  Louise Stacey con il punteggio di 7–5, 6–7, 6–1

### Doppio ragazzi
Roger Pettersson /  Marten Renström hanno battuto in finale  Robert Janecek /  Ernesto Munoz de Cote con il punteggio di 4–6, 7–6, 6–1

### Doppio ragazze
Rona Mayer /  Limor Zaltz hanno battuto in finale  Justine Hodder /  Nicole Pratt con il punteggio di 6–4, 6–4